# Аншо, Стефан
Стефа́н Аншо́ (фр. Stéphane Henchoz; род. 7 сентября 1974, Бийен, Фрибур) — швейцарский футболист, защитник, известный по выступлениям за «Блэкберн Роверс», «Ливерпуль» и сборную Швейцарии, в составе которой провёл 72 матча. Участник чемпионатов Европы 1996 и 2004 годов.

## Карьера
Аншо впервые привлёк к себе внимание, выступая за немецкий «Гамбург», в составе которого провёл два сезона. В 1997 году он перешёл в «Блэкберн Роверс» и отыграл за эту команду два года. По окончании сезона 1998/99 «Блэкберн» покинул Премьер-лигу, и тренер «Ливерпуля» Жерар Улье решил воспользоваться этим, чтобы усилить оборону своей команды. В контракте Аншо было указано, что, если «Блэкберн» вылетит, Стефан сможет перейти в любую команду, которая предложит за него три с половиной миллиона фунтов, и «красные» выкупили Аншо у «Роверс» за требуемую сумму.
В «Ливерпуле» Стефан составил «непроходимый» дуэт центральных защитников с Сами Хююпия, который стал одним из важнейших звеньев в команде, выигравшей «требл» (Кубок лиги, Кубок Англии и Кубок УЕФА) в 2001 году. Кстати, игра Аншо рукой в собственной штрафной на 90-й минуте финального матча на Кубок лиги едва не стоила «Ливерпулю» победы, так как был назначен пенальти, с которого «Бирмингем» сравнял счёт. В результате было назначено дополнительное время, а когда и оно не выявило победителя, командам пришлось пробить серию пенальти. К счастью для команды Аншо, из шести ударов в серии промах допустил только бивший четвёртым Хаманн, а Макаллистер, Бармби, Циге, Фаулер и Каррагер свои попытки реализовали. В итоге «Ливерпуль» взял первый из пяти кубков, которые команде удалось завоевать в 2001 году.
Вскоре Аншо на некоторое время потерял место в составе из-за травмы и был заменён хорватским полузащитником Игором Бишчаном, но затем снова вернулся, чтобы помочь «Ливерпулю» занять четвёртое место в сезоне 2003/04, которое дало мерсисайдцам право участвовать в Лиге чемпионов (ту кампанию «красные» завершили волевой победой в стамбульском финале 25 мая 2005 года). Однако после того, как летом 2004 года Улье на посту главного тренера «Ливерпуля» сменил Рафаэль Бенитес, карьера Аншо в этом клубе подошла к концу. Бенитес видел в качестве партнёра Хююпия Джейми Каррагера, и в январе 2005 года Стефан в качестве свободного агента перешёл в «Селтик», в котором он, впрочем, задержался ненадолго, вскоре вернувшись в Англию.
Летом 2005 года контракт Аншо с «Селтиком» истёк, и хотя клуб из Глазго предлагал его продлить, Стефан предпочёл перейти в «Уиган», который тренировал экс-резервист «Ливерпуля» Пол Джуэлл. В этой команде Аншо стал игроком основного состава, но уже всего через год решил уйти в команду, в которой когда-то начинался английский этап его карьеры, подписав контракт с «Блэкберн Роверс». Большое количество травм не позволило ему регулярно появляться на поле, и после двух не слишком удачных сезонов Стефана в этой команде, 19 мая 2008 года тренер «Роверс» Марк Хьюз решил разорвать с ним контракт. Интересно, что сам Хьюз всего через несколько дней решил покинуть «Блэкберн», уйдя в «Манчестер Сити».
В октябре 2008 года Стефан объявил о завершении карьеры. Тренировал молодёжную команду «Блэкберна» и «Бюль».

## Достижения
- Кубок Англии (2001)
- Кубок УЕФА (2001)
- Кубок лиги (2001, 2003)
- Суперкубок УЕФА (2001)
- Суперкубок Англии (2001)